# Chroniqueur (littéraire)
Ne doit pas être confondu avec Chroniqueur (média).
Pour l’article homonyme, voir Chroniqueur.
Un chroniqueur (dérivé de chronique, avec le suffixe -eur) est une personne qui écrit des chroniques sur des faits et des événements mémorables de son époque,.

## Rôle
D'une certaine façon, le chroniqueur réalise une œuvre littéraire dévoilant des phénomènes, des anecdotes ou des tendances générales en relation avec l’évolution de son temps.
Sa chronique n'est pas forcément la représentation vraie et absolue de ce qu'elle décrit même si leurs auteurs pouvaient parfois être convaincu du contraire.
La composition et le travail pour réaliser une chronique souffre de beaucoup de contrainte qu'elles soient matériels ou temporel.

## Histoire

### Moyen Âge
Durant cette période, les chroniqueurs vont écrire et répéter plusieurs fois dans les prologues de leur chroniques, qu'ils vont dire « la vérité des faits » tout en essayant de juguler la véracité de ces derniers sans être directement critique à l'égard de leurs seigneurs.

### Temps Modernes
Au début du XVIe siècle, des missionnaires appartenant à l'ordre franciscain vont endosser le rôle de chroniqueurs de la civilisation précolombienne comprenant les territoires couvrant la Mésoamérique,.
Durant le Siècle d'or espagnol fut créer en 1547 la charge de chroniqueur d’Aragon avec le dessein de sauvegarder de la menace de l’oubli les hauts faits glorieux des Aragonais.